# '74–'75
"'74–'75" är en singel från 1993 på albumet Ring av den amerikanska gruppen The Connells. Låten blev en stor hit, framför allt i Sverige och Norge där den toppade singellistorna 1995.

## Musikvideo
En musikvideo regisserades av Mark Pellington. Den filmades 1993 vid Needham B. Broughton High School i gruppens hemstad Raleigh, North Carolina, och innehöll medlemmar av 1974–1975 års skolklass, årsboksbilder med fotografier på samma människor så som de såg ut 1993.

## Format och låtlistor
7"-singel
1. "'74–'75" — 4:36
2. "New Boy" (live från Purple Dragon Studio i Atlanta, Georgia, USA) — 4:44

CD-singel
1. "'74–'75" — 4:36
2. "New Boy" (live från Purple Dragon Studio i Atlanta, Georgia, USA) — 4:44

Maxi-CD
1. "'74–'75" (albumversion) — 4:36
2. "Logan Street" — 3:39
3. "Fun & Games" (live från Purple Dragon Studio i Atlanta, Georgia, USA) — 3:07
4. "New Boy" (live från Purple Dragon Studio i Atlanta, Georgia, USA) — 4:44

## Listplaceringar och försäljning
Fastän låten inte blev en större hit i USA, blev låten en Top 20-hit runtom i Europa under tidigt 1995, och spred sig till Storbritannien, där den blev deras första hitlåt, med topplaceringen 14 i augusti. En återlansering av singeln i mars 1996 nådde toplaceringen 21.
| Lista (1995)                        | Topplacering |
| ----------------------------------- | ------------ |
| Norska singellistan                 | 1            |
| Svenska singellistan                | 1            |
| Belgiska singellistan för Flandern  | 2            |
| Schweiziska singellistan            | 3            |
| Franska SNEP-singellistan           | 4            |
| Österrikiska singellistan           | 6            |
| Irländska IRMA-singellistan         | 6            |
| Tyska singellistan                  | 7            |
| Nederländska Top 40                 | 8            |
| Belgiska singellistan för Vallonien | 9            |
| Brittiska singellistan              | 14           |

| Lista (1996)           | Topplacering |
| ---------------------- | ------------ |
| Brittiska singellistan | 21           |

| Årsslutslista (1995)                | Placering |
| ----------------------------------- | --------- |
| Österrikiska singellistan           | 35        |
| Belgiska singellistan för Flandern  | 23        |
| Belgiska singellistan för Vallonien | 44        |
| Nederländska Top 40                 | 57        |
| Franska singellistan                | 33        |
| Schweiziska singellistan            | 14        |

| Land     | Certifikat | Datum           | Certifierade försäljningar |
| -------- | ---------- | --------------- | -------------------------- |
| Tyskland | Guld       | 1995            | 150 000                    |
| Sverige  | Guld       | 30 augusti 1995 | 10 000                     |